# 比安郡
比安郡（ピアンぐん、비안군）は韓国の旧行政区域で現在の慶尚北道義城郡比安面・安溪面・安平面（一部）・亀川面・丹北面・丹密面・安寺面・新平面（一部）と醴泉郡豊壌面の一部を管轄した義城郡西部の前身である。 1895年に郡に昇格されたが、1914年に義城郡に統合され廃止された。

## 歴史
- 上古 - 召文国に属す阿火屋、比屋、屏山県
- 新羅 - 景徳王の時、聞韶郡が比屋に改称
- 高麗顕宗9年 - 尚州牧に属し、恭譲王2年に安貞県と合併
- 朝鮮世宗3年 - 安貞県と比屋県が合併して名称を安比県としたが、2年後に比安県に改称。県庁所在地も安貞から比屋に移転してきたと言う。
- 1895年6月23日 行政区画の改編の時、比安は県から郡に昇格され、県監が赴任する最下級の伐採で画一的の郡守が赴任してきた。また同時に管轄も23府制の施行で大邱府に移り、翌年に13道制に改編されることで再び慶尚北道に移管された。
- 1906年9月24日に施行された行政区域改編の際には尚州郡から旧丹密県だった丹東・丹西・丹南・丹北の4面を、醴泉郡から旧多仁県だった県東・県西・県南・県内の4面を移管され、1909年には外北面を義城郡に移管し、義城郡から羽谷面を移管された。

## 行政区画
- 外北面、外西面、郡内面、内北面、内西面、身東面、羽谷面
- 旧丹密県 - 丹東面、丹西面、丹南面、丹北面
- 旧多仁県 - 県内面、県東面、県西面、県南面
- 旧安貞県 - 定東面、定西面、定北面

## 1914年以降
| 統廃合前 | 統廃合後（義城郡） | 統廃合後（義城郡）                                     |
| 旧行政区画 | 新行政区画         | 新行政区画                                             |
| --- | ------------------ | ------------------------------------------------------ |
| 郡内面동부동/창하동、창상동/구교동/서강동/박연동/신흥동、옥포동/구연동、장송동/춘강동 | 比安面             | 동부동、서부동、옥연동、장춘동                         |
| 身東面가도동/장암동、산두동/제내동/제하동、쌍계동、현산동、화장동/신기동/무덕동 | 比安面             | 도암동、산제동、쌍계동、현산동、화신동                 |
| 内北面용동/내남동/외남동、후천동、자포동/일곡동、외두동/내두동、도락동/생려동/조동 | 比安面             | 용남동、용천동、외곡동、이두동、자락동                 |
| 外北面금당동/누곡동、삼거동/춘생동、하련동/해련동 | 比安面             | 금곡동                                                 |
| 外北面금당동/누곡동、삼거동/춘생동、하련동/해련동 | 安平面             | 삼춘동、하령동                                         |
| 内西面흥전동/(단서면)청신동/조율동/소리동、흥암동/모고동、조개동/조성동 | 亀川面             | 소호동、모흥동、조성동                                 |
| 外西面팔미동/천동、내동/비산동、유산동/율지동/원산동、구천동/산구동/용점동/용천동 | 亀川面             | 미천동、내산동、유산동、위성동                         |
| 丹東面장곡동/상국동/중국동/하국동、용신동/상사동/하사동 | 亀川面             | 장국동、용사동                                         |
| 丹北面하련동/중련동、용연동/(정서면)노연동、오정동/안계동、상련동/우제동、효자동/대제동、칠성동/조암동、신기동/하제동                                                                    | 丹北面             | 이연동、노연동、정안동、연제동、효제동、성암동、신하동 |
| 丹南面팔등동、생물동/송중동、낙동동/양정동、용산동 | 丹密面             | 팔등동、생송동、낙정동、용산동                         |
| 丹西面속상동/도암동/속하동、단곡동/(단동면)도호동/신천동/(정서면)노연동 일부、주하동 일부/주중동/용암동/위성동、주하동 일부/지내동/선상동/선하동、구서동/부제동                          | 丹密面             | 속암동、용곡동、위중동、주선동、서제동                 |
| 県内面말지동/덕촌동/하광덕동/상광덕동 일부、미력동/상광덕동 일부/음곤동、양곤동/서동동、반용동/우곡동                                                                                    | 多仁面             | 용곡동、덕지동、덕미동、양서동、용곡동                 |
| 県南面서리동/원동 일부/도구동/금릉동、내동/신촌동 일부、가야동/원동 일부/신촌동 일부、도산동/백암동、평지동/죽림동、송화동/사호동                                                        | 多仁面             | 서릉동、산내동、가원동、도암동、평림동、송호동         |
| 県東面동정동/봉평동/산막동、달동/모창동/금제동、남송동/운곡동/신주동/용강동、내산정동/외산정동/고락동 일부、남송동/운곡동 일부/용강동 일부/신주동 일부/신항동/고락동 일부、용산동/무릉동 | 多仁面             | 봉정동、달제동、삼분동、외정동、신락동、용무동         |
| 県西面고천동/수산동、공덕동/봉림동、당촌동/괴동、풍덕동/직신동 | （醴泉郡）豊壌面   | 고산동、공덕동、괴당동、풍신동                         |
| 定東面교촌동、봉성동/대지동/고현동、고도동 일부/덕동、고도동 일부/석정동/주양동/장성동、원동/강동/천세동/당평동/(정서면)토구동 일부                                                      | 安渓面             | 교촌동、안정동、도덕동、봉양동、위양동                 |
| 定西面용제동/장기동、시동/안계동、토구동 일부/가매동、송곡동/태양동 | 安渓面             | 용기동、시안동、토매동、양곡동                         |
| 定北面교동/마안동/(우곡면)관산동、덕봉동、검곡동 | 新平面             | 교안동、덕봉동、검곡동                                 |
| 羽谷面중리동/율리동、청계동/운방동、용봉동 | 新平面             | 중율동、청운동、용봉동                                 |
- 比安面は郡内面・身東面・内北面を合併して郡名より比安面とした。
- 安渓面は定東面と定西面を合併して面内西北側にあった安溪驛と安溪院を由来を取って安渓面と称した。
- 安平面は外北面と義城郡の石田面・安平面を統合し、快適で安らかな故障という意味の平を使って安平面と称した。
- 亀川面は内西面・外西面・丹東面を合併して亀川書院の由来を取り亀川面と呼んだ。
- 丹密面は丹西面と丹南面を合併して丹密県の名称を取り丹密面と呼んだ。
- 丹北面は丹密県の県庁所在地で北側に位置するので丹北面と称した。
- 多仁面は県内面・県南面・県東面を合併して、多仁県の名称を引いて多仁面と称した。
- 新平面は羽谷面・定北面・龍宮郡申下面を合併して新平面と称した。
- 豊壌面は県西面・龍宮郡南上面、南下面を合併して豊壌面に統合され、唯一、醴泉郡に属した地域である。